# Nu wij niet meer praten
Nu wij niet meer praten (styl. Nu Wij Niet Meer Praten) – singel holenderskiego piosenkarza Jaapa Reesemy i flamandzkiej aktorki i piosenkarki Pommelien Thijs wydany 9 października 2020 roku.

## Odbiór komercyjny
Singel szybko zdobył popularność w krajach niderlandzkojęzycznych. Znalazł się na szczycie listy Ultratop 50 Singles we Flandrii oraz Dutch Top 40 w Holandii. Dostał się również na najwyższe miejsca w serwisach streamingowych Belgii i Holandii.

## Listy utworów
| Digital download / media strumieniowe | Digital download / media strumieniowe | Digital download / media strumieniowe |
| Nr                                    | Tytuł utworu                          | Długość                               |
| ------------------------------------- | ------------------------------------- | ------------------------------------- |
| 1.                                    | „Nu wij niet meer praten”             | 3:12                                  |

| Digital download / media strumieniowe – wersja instrumentalna | Digital download / media strumieniowe – wersja instrumentalna | Digital download / media strumieniowe – wersja instrumentalna |
| Nr                                                            | Tytuł utworu                                                  | Długość                                                       |
| ------------------------------------------------------------- | ------------------------------------------------------------- | ------------------------------------------------------------- |
| 1.                                                            | „Nu wij niet meer praten” (Instrumental)                      | 3:12                                                          |

| Digital download / media strumieniowe – Jay Bombay Remix | Digital download / media strumieniowe – Jay Bombay Remix | Digital download / media strumieniowe – Jay Bombay Remix |
| Nr                                                       | Tytuł utworu                                             | Długość                                                  |
| -------------------------------------------------------- | -------------------------------------------------------- | -------------------------------------------------------- |
| 1.                                                       | „Nu wij niet meer praten” (Jay Bombay Remix)             | 2:43                                                     |

## Teledysk
Do utworu powstał teledysk, którego reżyserem jest Pommelien Thijs i Studio 27. Do 12 maja 2021 roku został wyświetlony prawie dwa i pół miliona razy.

## Twórcy

### Teledysk
- Pommelien Thijs(inne języki) – reżyseria, stylistka
- Studio 27 – reżyseria
- Sarah Rafrafi – makijaż, stylista fryzur[8]

## Notowania
| Terytorium | Notowanie                      | Pozycja | Źr.   |
| ---------- | ------------------------------ | ------- | ----- |
| Belgia     | Ultratop 50 Singles (Flandria) | 1       | [ 2 ] |
| Belgia     | Ultratop 50 Airplay (Flandria) | 1       | [ 2 ] |
| Belgia     | Vlaamse top 50 (Flandria)      | 1       | [ 2 ] |
| Holandia   | Dutch Single Top 100           | 2       | [ 9 ] |
| Holandia   | Nationale Airplay Top 50       | 1       | [ 9 ] |
| Holandia   | Dutch Top 40                   | 1       | [ 3 ] |

| Terytorium | Notowanie                           | Pozycja | Źr.    |
| ---------- | ----------------------------------- | ------- | ------ |
| Belgia     | Ultratop Jaaroverzichten (Flandria) | 83      | [ 10 ] |

## Certyfikaty
| Kraj         | Certyfikat         | Sprzedaż | Źr.    |
| ------------ | ------------------ | -------- | ------ |
| Belgia (BEA) | 2× Platynowa płyta | 40 000+  | [ 11 ] |

## Historia wydania
| Obszar     | Data                 | Format                      | Wersja                | Wytwórnia                    | Źr.    |
| ---------- | -------------------- | --------------------------- | --------------------- | ---------------------------- | ------ |
| Cały świat | 31 grudnia 2020      | digital download, streaming | Jay Bombay Remix      | CNR Music                    | [ 7 ]  |
| Cały świat | 21 grudnia 2020      | digital download, streaming | wersja instrumentalna | CNR Music                    | [ 6 ]  |
| Holandia   | 30 października 2020 | digital download, streaming | oryginał              | CNR Music, Cloud 9 Recording | [ 12 ] |
| Cały świat | 9 października 2020  | digital download, streaming | oryginał              | CNR Music                    | [ 1 ]  |